# Эмоциональная лабильность
Эмоциона́льная лаби́льность — перепады настроения и эмоций по различным, зачастую малозначительным причинам. При этом эмоции могут колебаться в довольно широком диапазоне — от весёлости — к слезам, от ровного или пониженного настроения — к повышенному.
Эмоциональная лабильность может быть симптомом нейропсихической формы предменструального синдрома, предменструального дисфорического расстройства, а также ряда психических расстройств — например, биполярной депрессии, смешанной депрессии.
Эмоциональная лабильность относится к предположительным признакам беременности. Также данный симптом может проявляться на 3—5 день после родов.